# Прайор (тауншип, Миннесота)
Прайор (англ. Prior) — тауншип в округе Биг-Стон, Миннесота, США. На 2000 год его население составило 223 человека.

## География
По данным Бюро переписи населения США площадь тауншипа составляет 124,1 км², из которых 115,3 км² занимает суша, а 8,8 км² — вода (7,08 %).

## Демография
По данным переписи населения 2000 года здесь находились 223 человека, 79 домохозяйств и 62 семьи.  Плотность населения —  1,9 чел./км².  На территории тауншипа расположено 265 построек со средней плотностью 2,3 построек на один квадратный километр. Расовый состав населения: 95,96 % белых, 3,59 % азиатов и 0,45 % приходится на две или более других рас.
Из 79 домохозяйств в 32,9 % воспитывались дети до 18 лет, в 73,4 % проживали супружеские пары, в 1,3 % проживали незамужние женщины и в 20,3 % домохозяйств проживали несемейные люди. 17,7 % домохозяйств состояли из одного человека, при том 10,1 % из — одиноких пожилых людей старше 65 лет. Средний размер домохозяйства — 2,82, а семьи — 3,21 человека.
26,5 % населения — младше 18 лет, 5,8 % — в возрасте от 18 до 24 лет, 20,6 % — от 25 до 44, 28,7 % — от 45 до 64, и 18,4 % — старше 65 лет. Средний возраст — 43 года. На каждые 100 женщин приходилось 118,6 мужчин.  На каждые 100 женщин старше 18 приходилось 107,6 мужчин.
Средний годовой доход домохозяйства составлял 31 667 долларов, а средний годовой доход семьи —  32 500 долларов. Средний доход мужчин —  26 250  долларов, в то время как у женщин — 15 833. Доход на душу населения составил 11 741 доллар. За чертой бедности находились 11,1 % семей и 21,5 % всего населения тауншипа, из которых 37,7 % младше 18 лет.